# Drei Prinzipien von Littlewood
In der Mathematik sind die drei Prinzipien von Littlewood oder Littlewoods drei Prinzipien gewisse Heuristiken, mit denen die grundlegenden Ansätze der Maßtheorie griffig zusammengefasst werden sollen.
Sie wurden 1944 von John Edensor Littlewood in den Lectures on the Theory of Functions formuliert: 
There are three principles, roughly expressible in the following terms: Every (measurable) set is nearly a finite sum of intervals; every function (of class Lp) is nearly continuous; every convergent sequence of functions is nearly uniformly convergent.
(Deutsche Übersetzung) Es gibt drei Prinzipien, die sich grob gesagt auf die folgende Weise ausdrücken lassen: jede (messbare) Menge ist fast eine endliche Summe von Intervallen; jede Funktion (der Klasse Lp) ist nahezu stetig; jede konvergente Folge von Funktionen ist nahezu gleichmäßig konvergent.
Präzise Formulierungen der Prinzipien sind die folgenden drei Theoreme.
1. Sei {\displaystyle E\subset \mathbb {R} } eine messbare Menge. Dann gibt es zu jedem {\displaystyle \epsilon >0} eine endliche Vereinigung von Intervallen {\displaystyle F=\left[a_{1},b_{1}\right]\cup \ldots \cup \left[a_{n},b_{n}\right]} mit {\displaystyle \mu (E\Delta F)<\epsilon } für die symmetrische Differenz {\displaystyle E\Delta F=E\setminus F\cup F\setminus E}.
2. Satz von Lusin: Sei {\displaystyle f\colon \left[a,b\right]\to \mathbb {R} } eine messbare Abbildung. Dann gibt es zu jedem {\displaystyle \epsilon >0} eine kompakte Menge {\displaystyle E\subset \left[a,b\right]} mit {\displaystyle \mu (E)\geq b-a-\epsilon }, so dass {\displaystyle f\mid _{E}} stetig ist.
3. Satz von Jegorow: Wenn eine Folge messbarer Funktionen {\displaystyle (f_{n})_{n\in \mathbb {N} }} punktweise gegen eine messbare Funktion {\displaystyle f} konvergiert, dann gibt es zu jedem {\displaystyle \epsilon >0} eine messbare Menge {\displaystyle A} mit {\displaystyle \mu (A)<\epsilon }, so dass die Folge auf dem Komplement von {\displaystyle A} gleichmäßig gegen {\displaystyle f} konvergiert.